# Oldřichovský potok (přítok Lužické Nisy)
Oldřichovský potok (polsky Lubota, německy Ullersdorfer Bach) je pravostranný přítok Lužické Nisy v okrese Liberec. Délka jeho toku činí 4,7 km. V délce 3,48 km tvoří potok státní hranici mezi Českou republikou a Polskem. Plocha povodí měří 6,15 km².

## Průběh toku
Potok pramení severovýchodně od Hrádku nad Nisou v lokalitě Zlatá výšina v takzvané Hrádecké pánvi v nadmořské výšce okolo 285 m n. m. Nejprve jeho tok krátce směřuje severním až severozápadním směrem na Oldřichov na Hranicích. Tam se potok obrací na západ a tvoří výše zmiňovanou státní hranici dělící českou obec Oldřichov a polskou obec Kopaczów. Severně nad Hrádkem nad Nisou protéká potok pod silnicí I/35 mezi Chrastavou a Žitavou, jakož i pod železniční tratí z Liberce do Žitavy. Na dolním toku potoka leží na levé straně celnice u staré silnice z Hrádku nad Nisou do Žitavy. Do Lužické Nisy se vlévá v nadmořské výšce 235 m n. m. v místě, kde se setkávají hranice České republiky, Polska a Německa. Toto místo (trojmezí) je známé jako Bod Trojzemí.
Potok nemá žádné větší přítoky.

## Vodní režim
Oldřichovský potok trpí vysycháním, které způsobuje těžba lignitu v Polsku. Až v dolní polovině se do potoka vlévá polský potok, který ho alespoň trochu naplní.[zdroj?] Vesnici Oldřichov na Hranicích v poslední době velmi sužují velké přívaly vodních srážek. Jednou do roka se potok vylije z břehů a zasáhne celou severní část vesnice.[zdroj?]